# Jodeci
I Jodeci sono un gruppo musicale statunitense, il cui repertorio include R&B, musica soul e new jack swing. Il gruppo è composto da due coppie di fratelli provenienti da Hampton in Virginia e da Charlotte nella Carolina del Nord: i fratelli DeGrate (Donald "DeVante Swing" DeGrate, fondatore del gruppo e leader, e Dalvin DeGrate) ed i fratelli Hailey (Cedric "K-Ci" Hailey  e Joel "Jo-Jo" Hailey). Il nome del gruppo è la combinazione dei nomi dei suoi membri: Jo-Jo, DeGrate (che include sia Dalvin che DeVante) e K-Ci.
I Jodeci furono il punto di partenza delle carriere di artisti come Missy Elliott, Timbaland e Ginuwine. Il gruppo ebbe una serie di singoli di rilevante successo e di album vincitori di dischi di platino, fino al 1998, anno in cui il gruppo si sciolse. I fratelli Hailey continuarono ad esibirsi con il nome K-Ci & JoJo, e continuarono ad ottenere un discreto successo nella musica pop. Nel 2009, il gruppo si è riformato in occasione del brano 'Knockin' Your Heels del gruppo H-Town song.

## Discografia
- Forever My Lady (1991)
- Diary of a Mad Band (1993)
- The Show, the After Party, the Hotel (1995)
- The Past, The Present, The Future (2015)